# Robert E. Gross
Robert Edward Gross (* 2. Juli 1905 in Baltimore, Maryland; † 11. Oktober 1988 in Plymouth, Massachusetts) war ein US-amerikanischer Mediziner und Chirurg. Gross war ein Pionier der Herzchirurgie bei Kindern. Er operierte erstmals erfolgreich einen offenen Ductus arteriosus Botalli durch dessen Unterbindung.

## Leben
Robert E. Gross war der Enkel eines deutschstämmigen Einwanderers und Klavierbauers (Jacob Gross aus Untergröningen) und besuchte die Baltimore Polytech High School. Er studierte am Carleton College mit dem Bachelor-Abschluss in Chemie 1927 und an der Medical School der Harvard University mit dem M.D.-Abschluss in Medizin 1931. Ab 1934 war er Instructor in Pathologie mit dem Abschluss der Residency in Pathologie bei S. Burt Wolbach 1935. Danach wandte er sich der Chirurgie zu und war Chief Resident zuerst bei Elliott Cutler am Peter Bent Brigham Hospital in Boston und dann bei William E. Ladd am Children’s Hospital. 1937 wurde er Instructor in Chirurgie an der Harvard Medical School und im selben Jahr besuchte er Europa, unter anderem Ferdinand Sauerbruch in Berlin und Edinburgh.  Ab 1939 war er Junior Associate in Surgery am Peter Bent Brigham Hospital in Boston sowie Associate Visiting Surgeon am Children’s Hospital in Boston. 1940 wurde er Senior Associate in Chirurgie am Peter Bent Brigham Hospital und ab 1947 war er Chefchirurg des Children’s Hospital in Boston, was er bis 1967 blieb und danach bis 1972 Chefchirurg für Herzchirurgie am Children’s Hospital war. 1942 wurde er Assistant Professor für Chirurgie und 1947 Ladd Professor für Kinder-Chirurgie an der Harvard Medical School.

## Werk
1938 war Gross der erste, der einen persistierenden Ductus arteriosus erfolgreich operierte. Damals war er Chief Resident am Children’s Hospital unter dem Chefchirurgen William E. Ladd. Die damals siebenjährige Patientin erreichte ein hohes Alter. Er hatte die riskante Operation sorgfältig vorbereitet und nutzte eine Abwesenheit von Ladd aus, um sie durchzuführen, da dieser ihm die Operation nicht erlaubt hätte und ihm das auch danach nicht verzieh. Als Ladd 1945 in den Ruhestand ging opponierte er heftig dagegen, dass Gross sein Nachfolger wurde, und Franc Ingraham, Leiter der Neurochirurgie, war zwei Jahre Interims-Chef der Kinderchirurgie, bevor Gross doch noch berufen wurde.
Im Jahr 1945 war er nach Clarence Crafoord in Schweden der Zweite, der eine Aortenisthmusstenose erfolgreich operierte. Eine Chance, als Erster den Ideen von Helen Brooke Taussig folgend die später so genannte Blalock-Taussig-Anastomose für das Blue Baby Syndrom zu entwickeln, erkannte er damals nicht – wie er später bedauernd feststellte, hätte er Helen Taussig besser zuhören sollen.
1948 war Gross der erste Chirurg, der Aortengewebe von einer Person in eine andere Person transplantierte. Sie stammten von verstorbenen Spendern, waren gefriergetrocknet und am Zyklotron des MIT sterilisiert worden. Gross war damit auch ein Pionier der modernen Gefäßchirurgie.
Robert E. Gross schrieb ein Standardwerk der Kinderchirurgie.

## Mitgliedschaften und Ehrungen
1954 und 1959 erhielt er den Lasker~DeBakey Clinical Medical Research Award. Er war Fellow der National Academy of Sciences, der American Association for the Advancement of Science und der American Academy of Arts and Sciences (1949). Er war vielfacher Ehrendoktor (u. a. Harvard, Löwen, Turin). Er war Gründungsmitglied des American Board of Surgery und des American Board of Thoracic Surgery.
1954/55 und 1958 bis 1960 war er Direktor der American Heart Association. 1963/64 war er Präsident der American Association of Thoracic Surgery und 1970/71 erster Präsident der American Pediatric Surgical Association. 1959 wurde er Ehren-Offizier des Internationalen Roten Kreuzes, erhielt im selben Jahr den belgischen Leopold-Orden (für die Operation am Sohn Alexandre des belgischen Königs Leopold III.) und  wurde 1973 Ehren-Fellow des Royal College of Surgeons of England.

## Privates
Er konnte von Kindheit an nur auf einem Auge sehen, trainierte sich aber Tiefenwahrnehmung an.
Seit seiner College-Zeit war er mit Mary Lou Orr, der Tochter eines Chirurgen, verheiratet. Er hatte zwei Töchter.

## Veröffentlichungen (Auswahl)
- mit William Ladd: Abdominal Surgery of Infancy and Childhood. W. B. Saunders, Philadelphia/London 1941.
- The Surgery of Infancy and Childhood: its principles and techniques. Saunders, Philadelphia 1953.
- Surgical treatment for abnormalities of the heart and great vessels. C. C. Thomas,  Springfield (Illinois) 1947.
- Complete division for patent ductus arteriosus. In: Journal of Thoracic Surgery. Bans 16, 1947, S. 314 ff.
- Atlas of Children’s Surgery. Saunders, 1970.